# Belgium (Wisconsin)
Belgium es una villa ubicada en el condado de Ozaukee en el estado estadounidense de Wisconsin. En el Censo de 2010 tenía una población de 2.245 habitantes y una densidad poblacional de 358,03 personas por km².

## Geografía
Belgium se encuentra ubicada en las coordenadas 43°30′9″N 87°50′51″O / 43.50250, -87.84750. Según la Oficina del Censo de los Estados Unidos, Belgium tiene una superficie total de 6.27 km², de la cual 6.27 km² corresponden a tierra firme y (0%) 0 km² es agua.

## Demografía
Según el censo de 2010, había 2.245 personas residiendo en Belgium. La densidad de población era de 358,03 hab./km². De los 2.245 habitantes, Belgium estaba compuesto por el 94.52% blancos, el 0.45% eran afroamericanos, el 0.36% eran amerindios, el 0.89% eran asiáticos, el 0% eran isleños del Pacífico, el 2.94% eran de otras razas y el 0.85% pertenecían a dos o más razas. Del total de la población el 5.21% eran hispanos o latinos de cualquier raza.